# NGC 3969
NGC 3969 (również PGC 37396) – galaktyka spiralna z poprzeczką (SB0-a), znajdująca się w gwiazdozbiorze Pucharu. Odkrył ją Ormond Stone w 1886 roku.